# Ernährungspyramide

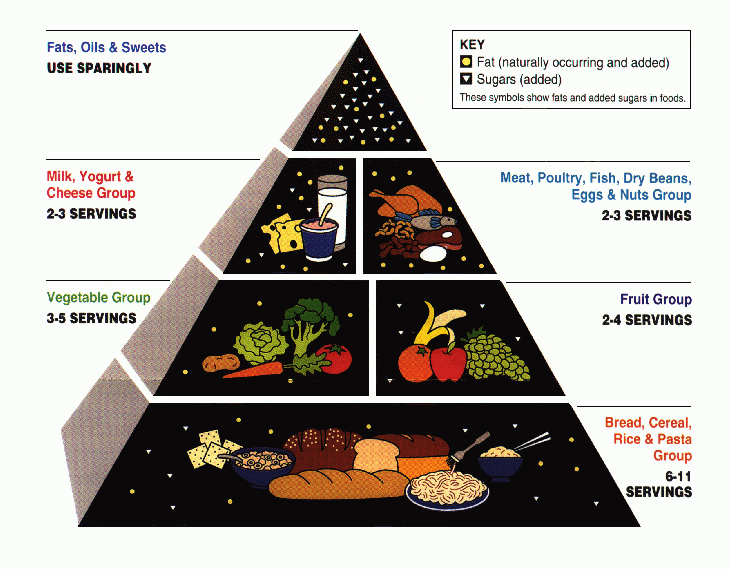
Ernährungspyramide des United States Department of Agriculture (1992)

Eine Ernährungspyramide (teilweise auch Lebensmittelpyramide genannt) ist eine pyramidenförmige Ernährungsempfehlung, in der jene Mengenverhältnisse von Lebensmittelgruppen repräsentiert sind, die für eine gesunde Ernährung des Menschen empfohlen werden. An der Basis der Pyramide sind die mengenmäßig zu bevorzugenden, an der Spitze die in geringerer Menge zu verzehrenden Nahrungsmittel eingetragen, so dass das ungefähre Verhältnis augenfällig dargestellt wird.
Die erste bekanntere Ernährungspyramide war die des United States Department of Agriculture (USDA), welche inzwischen mehrfach angepasst wurde. Ihr Aufbau ist umstritten und auch andere staatliche und nichtstaatliche Organisationen vieler Länder gaben und geben Empfehlungen in Form von Ernährungspyramiden heraus. Neben den USA und der WHO sind dies alleine in Europa mehr als ein dutzend Länder bzw. Organisationen.

## Ziele der Empfehlung
Ursprünglich war das Ziel der pyramidenförmigen Empfehlungen für eine gesunde Ernährung nur eine quantitativ ausreichende Versorgung mit Lebensmittelbestandteilen, typischerweise Proteine, Kohlenhydrate, Fette, Vitamine und Mineralstoffe. Später wurden Pyramiden veröffentlicht, deren Gesundheitsziele darüber hinausgingen und qualitative Wertungen von Lebensmitteln beinhalteten (über die hierarchische Stufe der Platzierung), motiviert z. B. über den Zusammenhang von Ernährungsweisen und Krankheitshäufigkeiten.

## Ernährungspyramiden

### Erste Ernährungspyramiden
Möglicherweise ist die Idee, in Form einer Ernährungspyramide quantitativ eine Ernährungsempfehlung abzugeben, eine schwedische Erfindung der Kochbuchautorin Anna Britt Agnsäter, welche 1974 staatlich verbreitet wurde.

### Ernährungspyramide des United States Department of Agriculture

Ernährungspyramide des United States Department of Agriculture (2004); das sechste schmale gelbe Segment steht für Öle und Fette

Die erste Ernährungspyramide des USDA, herausgegeben 1992, basierte selbst auf einer Veröffentlichung des FDB in Dänemark 1978 und wurde eingeführt, um das ältere nahrungsmittelgruppenbasierte Empfehlungssystem zu ersetzen. Sie erreichte eine weite Verbreitung und Bekanntheit bei den Verbrauchern und war der Prototyp vieler anderer pyramidenförmiger Veröffentlichungen in anderen Ländern.
Die Ernährungspyramide des USDA 2004, genannt MyPyramid, besteht aus sechs Lebensmittelgruppen und gab die hierarchische Präsentation dieser auf. Sie werden nun fächerförmig, flächenproportional zu den empfohlenen Mengen nebeneinander präsentiert. Außerdem werden keine allgemeinen absoluten Portionsangaben mehr genannt (Portions/Servings), sondern nur relative Mengen gezeigt. Ergänzend wird eine individualisierte Variante mit absoluten Portionsangaben angeboten, die auf Basis von Geschlecht, Alter, Gewicht und körperlicher Fitness generiert wird.
Am 4. Juni 2011 veröffentlichte die USDA die MyPlate als Ablöse für die Ernährungspyramide. Kritiker werfen der MyPlate vor, dass sie ebenso wie die MyPyramid von der Lebensmittelindustrie beeinflusst wurde und nicht den neuesten wissenschaftlichen Erkenntnissen gerecht wird. In Folge wurde von der Universität Harvard die Healthy Eating Plate entwickelt.

### Ernährungspyramide der WHO EuropaCINDI dietary guide
Im Jahr 2000 gab das WHO Regionalbüro für Europa die CINDI dietary guide im Rahmen des CINDI (Countrywide integrated noncommunicable disease intervention) Programms heraus, die eine Lebensmittelpyramide beinhaltete. Sie ist aus drei hierarchischen Ebenen mit vier Lebensmittelgruppen aufgebaut, zusätzlich wird eine Ampel-Farbcodierung von grün (unten) zu rot verwendet. Basis bildet eine Kohlenhydratträger/Gemüse/Obst Gruppe, in der zweiten Ebene befindet sich die beiden Gruppen Milchprodukte und Proteine (tierische und pflanzliche) und die Spitze bilden stark zucker- und fetthaltige Lebensmittel.

### Ernährungspyramide der Deutschen Gesellschaft für Ernährung
Dem Vorbild der USA folgend veröffentlichten andere Länder in den folgenden Jahren teilweise angepasste Versionen der Ernährungspyramide des USDA. Für Deutschland tat das die Deutsche Gesellschaft für Ernährung (DGE) auf Basis ihres seit den 1950ern existierenden und Vollwertkost propagierenden Ernährungskreises.

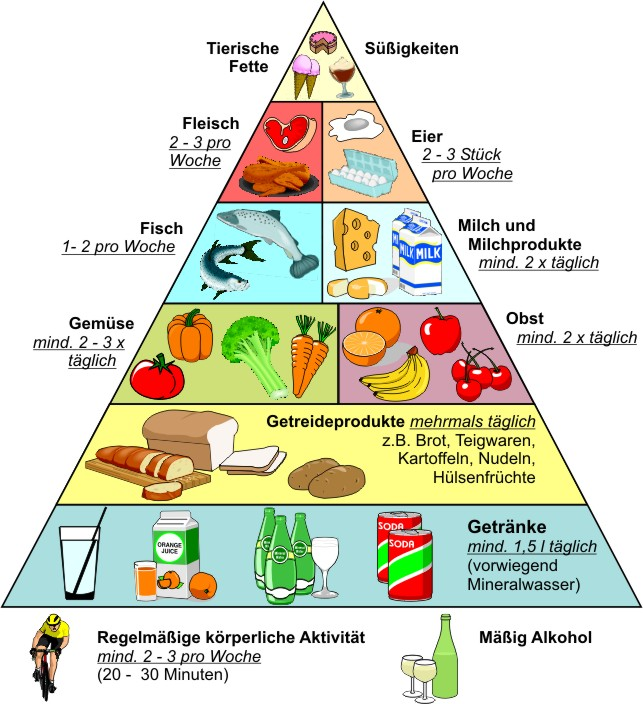
Ernährungspyramide nach den Empfehlungen der DGE (nach 1992, aktuell bis 2005)

In der Ernährungsempfehlung der DGE (nach 1992) stehen an erster Stelle die Getränke, vor allem Wasser. Man sollte täglich mindestens 1,5 Liter trinken. An der Basis stehen die Grundnahrungsmittel, die langkettige Kohlenhydrate (Stärken) enthalten, wie Brot, Reis und Nudeln. Auf der nächsthöheren Ebene befinden sich Gemüse, worunter auch Hülsenfrüchte fallen und Obst, wobei Obst teilweise durch Nüsse ersetzt werden kann. Die dritte Stufe beinhaltet Proteine und eiweißhaltige Nahrungsmittel wie Milch und Milchprodukte einerseits sowie Fleisch, Fisch, Geflügel, und Eier andererseits. An der Spitze der Pyramide sind Zucker und Fette wie Pflanzenöle zu finden, von denen nur wenig konsumiert werden sollten.
2005 veröffentlichte die DGE eine Pyramide, in der Gemüse und Obst zusammen die kohlenhydrathaltigen Lebensmittel als größte Lebensmittelgruppe verdrängt hatten: 30 % Kohlenhydrat-Gruppe, 26 % Gemüse, 17 % Obst, 18 % Milchprodukte, 7 % Tierische Proteine (Fleisch, Fisch, Ei etc.), 2 % Öle und Fette. Durch eine komplexere drei-dimensionale Pyramidenrepräsentation wird nun außerdem eine in Quantität und Qualität differenzierte Ernährungsempfehlung vorgenommen. Eine Studie über die Effektivität dieser komplexen 3D-Präsentation bei der Vermittlung von Empfehlungen wurde durchgeführt und ergab im Mittel aus 42 Probanden 80 % korrekte Antworten zu der Pyramide. Laut DGE entspricht eine flexitarische Ernährung den Empfehlungen der Fachgesellschaft.

### Ernährungspyramide des Österreichischen Bundesministeriums für Gesundheit

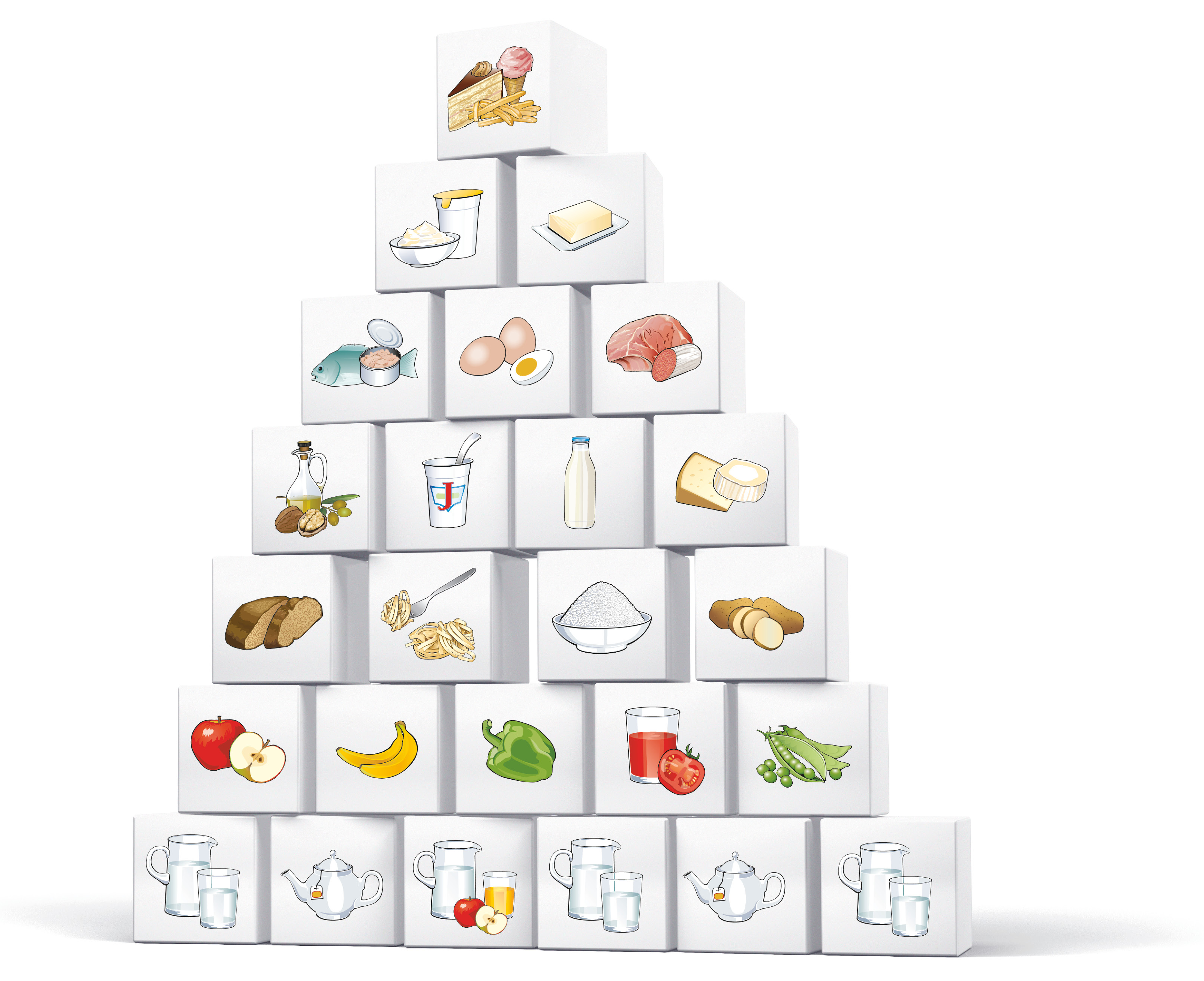
7-stufige Ernährungspyramide des Österreichischen Bundesministeriums für Gesundheit (2010)

Das österreichische Bundesministerium für Gesundheit veröffentlichte im März 2010 eine Ernährungspyramide mit folgenden Empfehlungen:
- Täglich min. 1,5 Liter Wasser und alkoholfreie bzw. energiearme Getränke.
- Täglich 3 Portionen Gemüse oder Hülsenfrüchte und 2 Portionen Obst.
- Täglich 4 Portionen Getreide, Brot, Nudeln, Reis oder Erdäpfel (5 Portionen für sportlich Aktive und Kinder) – vorzugsweise Vollkorn.
- Täglich 3 Portionen fettarme Milch und Milchprodukte.
- Pro Woche 1–2 Portionen Fisch. Pro Woche maximal 3 Portionen fettarmes Fleisch oder fettarme Wurstware. Pro Woche maximal 3 Eier.
- Täglich 1–2 Esslöffel pflanzliche Öle, Nüsse oder Samen. Streich-, Back- und Bratfette und fettreiche Milchprodukte sparsam.
- Fett-, zucker- und salzreiche Lebensmittel und energiereiche Getränke selten.

In der 7-lagigen Pyramide wird feiner zwischen tierischen und pflanzlichen Fettquellen differenziert, außerdem bildet die Basis hier Obst und Gemüse, kohlenhydrathaltige Lebensmittel sind eine Stufe höher angesiedelt. Eine wissenschaftliche Quelle für diese Pyramide wurde vom BfG nicht angegeben.

### Schweizer Lebensmittelpyramide
Die Schweizer Lebensmittelpyramide wurde 2024 veröffentlicht und basiert auf älteren Versionen von 2011, 2005 und 1998. Herausgeber sind die Schweizerische Gesellschaft für Ernährung SGE und das Bundesamt für Lebensmittelsicherheit und Veterinärwesen BLV.
Die Basis der Pyramide bilden ungesüsste Getränke (z. B. Wasser, Tee). Auf der zweiten Stufe stehen Gemüse und Früchte, dann folgen auf der dritten Stufe stärkereiche Lebensmittel wie z. B. (Vollkorn-)Brot, Teigwaren, Reis, Kartoffeln, Knäckebrot und Buchweizen. In der vierten Stufe sind proteinreiche Lebensmittel zusammengefasst, einerseits Milchprodukte, anderseits z. B. Hülsenfrüchte, Tofu, Eier, Fleisch und Fisch. In der 5. Stufe stehen Nüsse und Samen sowie Öle und Fette. Zuoberst sind Lebensmittel aufgeführt, die optional und in kleinen Mengen zu geniessen sind wie Süssigkeiten, Süssgetränke, salzige Knabbereien und (nicht täglich) alkoholische Getränke.
Bei der aktuellen Version der Lebensmittelpyramide von 2024 wird Fleisch, zu Gunsten von Hülsenfrüchten, mehr in den Hintergrund gestellt. Grundsätzlich wird vom Konsum hochverarbeiteter Lebensmittel abgeraten.
Detaillierte Empfehlungen sind auf der Internetseite der Schweizerischen Gesellschaft für Ernährung SGE zu finden.
Die Empfehlungen der Schweizer Lebensmittelpyramide richten sich an gesunde Erwachsene im Alter von 18–65 Jahren. Für spezifische Alters- und Bevölkerungsgruppen (z. B. Kinder, Schwangere, Leistungssportler) sowie bei Krankheit oder einer gewünschten Gewichtsabnahme gelten teilweise andere Empfehlungen.
Die Lebensmittelpyramide ist kein starrer Ernährungsplan, sondern erlaubt ein individuelles Zusammenstellen von Lebensmitteln, Getränken und Speisen nach persönlichen Vorlieben, Abneigungen und Gewohnheiten. Die im ergänzenden Merkblatt aufgeführten Lebensmittelmengen dienen als Orientierung.

### Healthy Eating PyramidderHarvard School of Public Health
Auf Grund neuerer wissenschaftlicher Erkenntnisse bezüglich der einzelnen Nahrungsmittelklassen durch neue Studien und Metastudien schlugen Walter C. Willett und Meir J. Stampfer von der Harvard School of Public Health 2003 eine neue Ernährungspyramide vor: Pflanzenöle (aus Oliven, Raps, Sojabohnen, Maiskeimen, Sonnenblumenkernen oder Erdnüssen) sind jetzt an der Basis bei den ballaststoffreichen Getreideprodukten zu finden, während geschälter Reis, Weißbrot, Kartoffeln und Nudeln sowie Butter und rotes Fleisch an der Spitze, also bei den nur in geringen Mengen zu verzehrenden Nahrungsmitteln, stehen.
Beim Fleisch wird zwischen Geflügel und rotem Fleisch differenziert, wobei Geflügel als gesünder gilt und dementsprechend häufiger gegessen werden soll. Geflügel, Fisch und Nüsse sollen die Hauptquellen von Eiweiß sein, während rotes Fleisch und Käse möglichst selten gegessen werden sollen. Die Autoren räumen aber auch hier gewisse Unsicherheiten über den Zusammenhang von Essgewohnheiten und Gesundheit ein.
Willetts und Stampfers Vorschlag, die Epidemiologie ernährungsabhängiger Krankheiten in eine überarbeitete Ernährungspyramide einfließen zu lassen, findet breites Interesse, aber auch Kritik in der Wissenschaftsgemeinde auch in Deutschland.

### Ernährungspagode
Die chinesische Gesellschaft für Ernährung (Chinese Nutrition Society) publiziert für China eine Ernährungspagode.

### Weitere Ansätze
Es gibt weitere Modelle, zum Beispiel auch eines nach der Logi-Methode, das die glykämische Last zugrunde legt. Beispielsweise wurden auch für vegetarische Ernährung und für die asiatischen Küchen entsprechende Modelle entwickelt. 
Auch die Atkins-Ernährungstheorie hat eine Ernährungspyramide veröffentlicht. Basis dieser Pyramide sind Fleisch sowie Speisefette und Speiseöle; an der Spitze stehen die Kohlenhydrate.

### Vegetarische und Vegane Ernährung
Bei der veganen Ernährung und teilweise auch bei der vegetarischen Ernährung ist darauf zu achten, dass ein großer Teil der Nahrungsmittel, welche in Ernährungspyramiden empfohlen werden, nicht zur Verfügung stehen. Dies betrifft vor allem Fleisch (Huhn, Rind, Fisch etc.), Eier, Milch-, Molke- und Käseprodukte, sowie andere tierische Fette und Inhaltsstoffe. Vegane Produkte, welche Fleisch und Käse nachbilden, bieten nicht immer die genau selben Inhaltsstoffe, wodurch eine etwas geringere biologische Wertigkeit entsteht. Diese Nährstoffe können jedoch durch den Verzehr von fett- und proteinreichen Pflanzen zugeführt werden.
Inzwischen sind im Internet auch vegetarische und vegane Ernährungspyramiden zu finden, die beispielsweise von der Albert Schweitzer Stiftung für unsere Mitwelt, ProVeg Deutschland (ehemals: VEBU) oder von der Tierschutzorganisation PETA veröffentlicht wurden. ProVeg Deutschland publizierte auch einen „veganen Ernährungsteller“, der die Zusammensetzung einer einzelnen Mahlzeit veranschaulichen soll.
Bisher wurde in Deutschland keine offizielle Ernährungspyramide veröffentlicht, welche den Ernährungsbedarf von Veganern widerspiegelt. In den USA veröffentlichte das Department of Nutrition der Arizona State University bereits 2002 eine Ernährungspyramide für Lactovegetarier und Veganer.

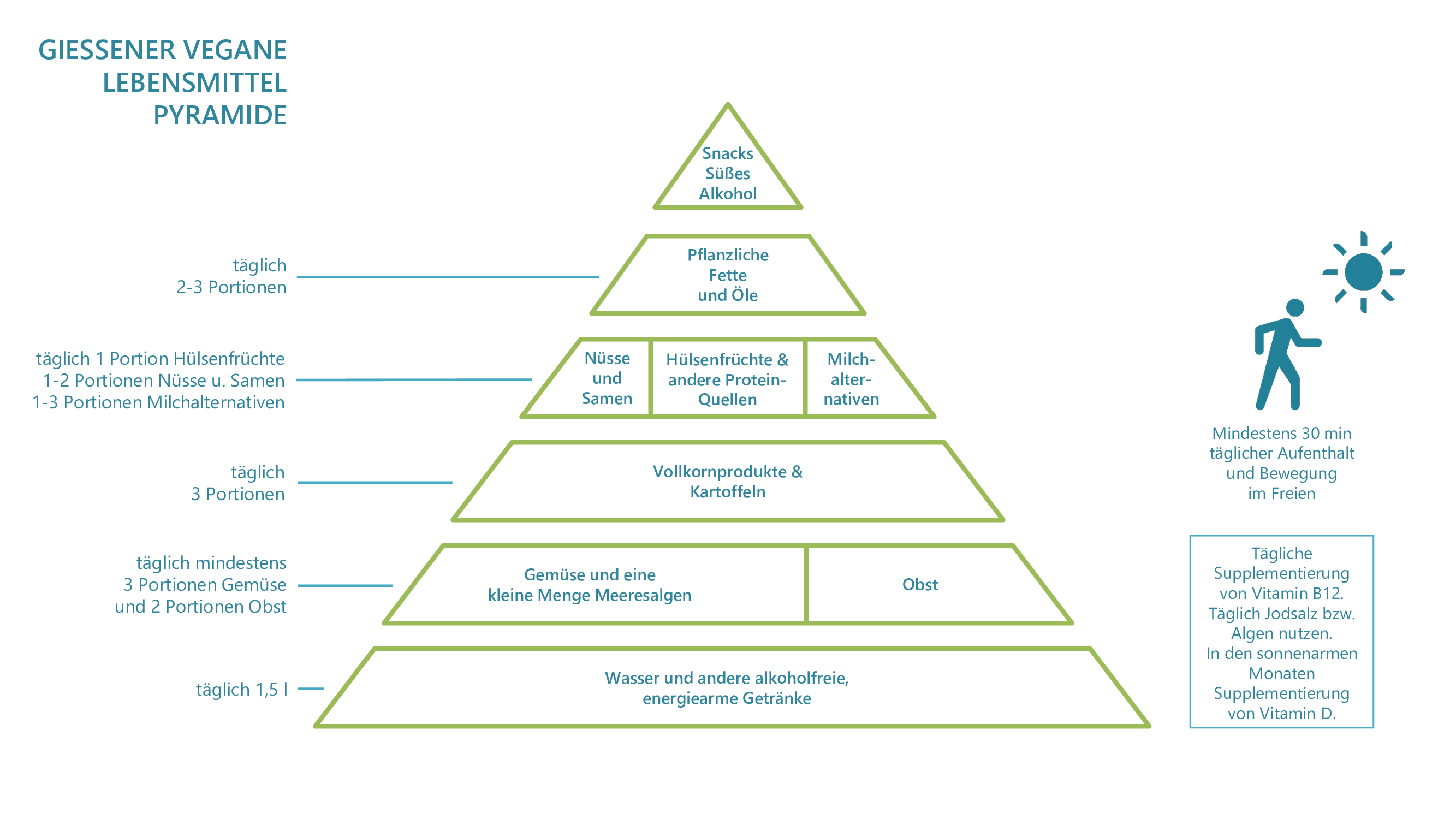
Die Gießener vegane Lebensmittelpyramide beschreibt auf Grundlage wissenschaftlicher Daten eine vegane Ernährung, die den Nährstoffbedarf deckt, das Risiko für ernährungsassoziierte Krankheiten senkt und den Aspekt der Nachhaltigkeit berücksichtigt.
- Weitere Variante der Gießener veganen Lebensmittelpyramide
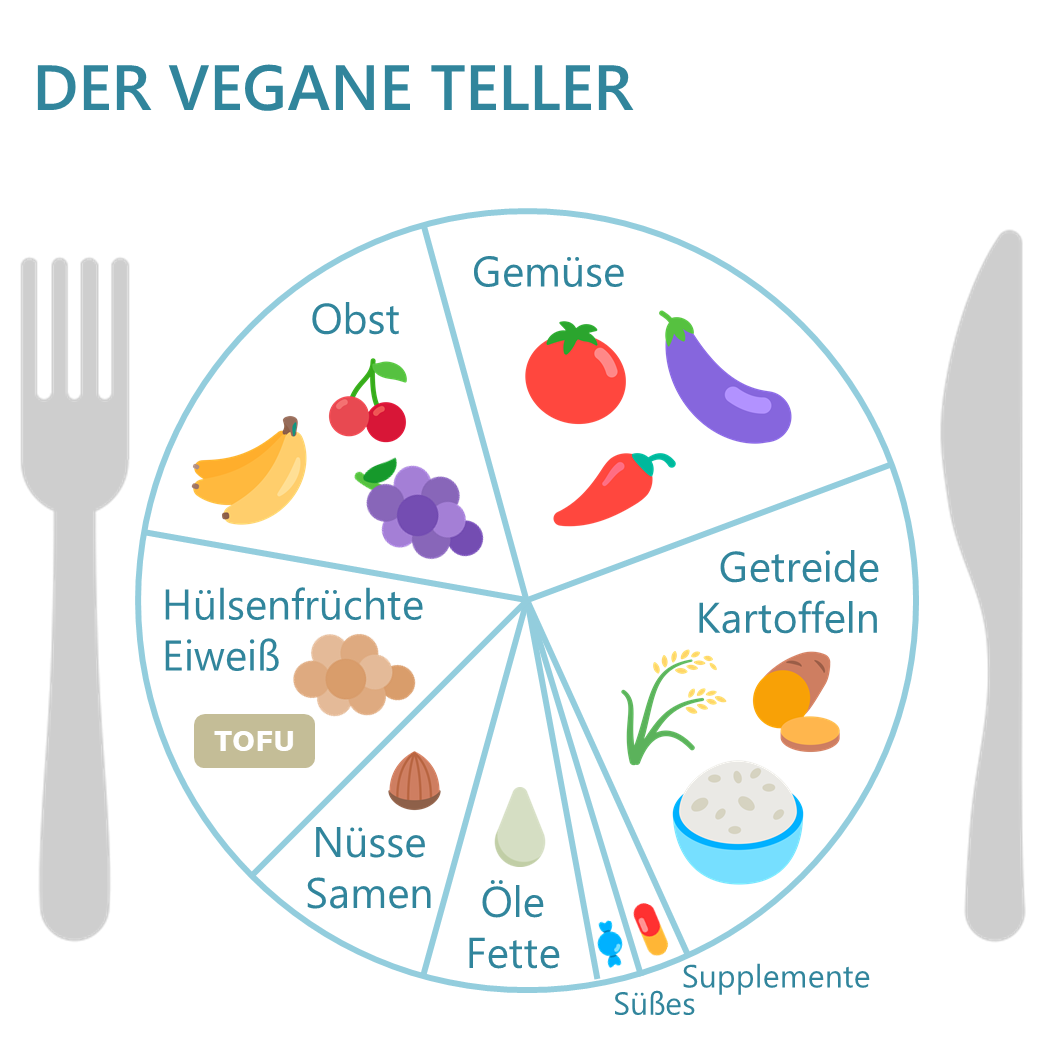
Das Modell des Veganen Tellers zeigt eine gesundheitsfördernde Zusammenstellung veganer Kost.

## Spezielle Anforderungen bestimmter Personengruppen
Ein Problem der Ernährungspyramide ist, dass sie spezielle Anforderungen bestimmter Personengruppen nicht berücksichtigt und daher nur für einen vergleichsweise kleinen Teil der Bevölkerung korrekte Anhaltspunkte für die Ernährung liefert. Insbesondere wird die mit dem Alter zunehmende Bedeutung der Proteinversorgung nicht berücksichtigt. Eine Zufuhr von bis zu 2 Gramm Eiweiß pro Kilogramm Körpergewicht, wie sie neueren Erkenntnissen zufolge notwendig ist, um im Alter dem Abbau von Muskel- und Gehirnmasse vorzubeugen, ist mit einer Ernährung nach den Vorgaben der Ernährungspyramide kaum möglich. Der Proteingehalt, wie auch die biologische Wertigkeit des enthaltenen Proteins ist insbesondere bei Getreide und Hülsenfrüchten viel zu niedrig. Geeignete pflanzliche Nahrungsmittel sind beispielsweise Kartoffeln und Soja. Aber selbst mit der in Bezug auf die Eiweißaufnahme hochwertigsten Kombination von Kartoffel und Vollei im Proteinverhältnis 2:1 (das entspricht etwa einem Ei der Gewichtsklasse L auf 800 Gramm Kartoffeln) ist eine ausreichende Proteinversorgung unter Berücksichtigung der Ernährungspyramide praktisch nicht zu erreichen.
Des Weiteren berücksichtigt die Ernährungspyramide auch nicht die Prävalenz von Nahrungsmittelintoleranzen und -allergien, die beispielsweise über Malabsorptionsstörungen als Folge von Diarrhöen zu einer zusätzlichen Verringerung der Proteinaufnahme führen. Ein häufiges Beispiel ist die Gluteninduzierte Enteropathie (Zöliakie). Eine undifferenzierte Ernährung nach den Vorgaben der Ernährungspyramide führt bei dieser verbreitetsten Form der Proteinintoleranz zu erheblichen Gesundheitsschäden. Dies betrifft gerade die unter anderem von der DGE besonders empfohlenen Getreideprodukte sowie in eingeschränkter Form auch Haferflocken.

## Nachhaltigkeit
Eine Untersuchung zum CO2-Ausstoß der Ernährung auf Basis der Ernährungsempfehlung konnte 2021 feststellen, dass es zwischen den Empfehlungen verschiedener Länder erhebliche Unterschiede gibt. In den meisten Ländern würden die Emissionen sinken, wenn die Menschen dort sich gemäß den Empfehlungen ernährten. In den USA würden sie steigen. Die deutschen Ernährungsempfehlungen führten zu 2,5 kg CO2-Ausstoß pro Tag, die indischen zu 0,89 kg.